# Танджунгпинанг
Танджунгпинанг (индон. Tanjungpinang) — административный центр индонезийской провинции Кепулауан-Риау, второй по величине город провинции. Торговый порт архипелага. Находится в южной части острова Бинтан, связан морскими путями с Батамом, Сингапуром (40 км) и Джохор-Бару.
Население Танджунгпинанга составляет 226. 716 человек.

## История
Танджунгпинанг является политическим центром в течение 500 лет, с тех пор, как португальцы выиграли битву у Малакки и султан Махмуд был вынужден бежать в Танджунгпинанг, чтобы организовать сопротивление вторжению португальцев.
Танджунгпинанг всегда играл первые роли в малайской культуре. Сотни веков назад город стал крупным торговым центром, привлекавшим как местных торговцев, так и путешественников из Индии, Китая и с запада. Город также привлекал переселенцев из Китая и других регионов, во многом повторяя путь Малакки, превратившейся в региональный центр тремя столетиями ранее.

## Достопримечательности
В Танджунгпинанге находится культурный центр малайской музыки и танца. Здесь регулярно проходят фестивали и другие представления. В близлежащем городке Сенгаранг расположены известные буддисткие храмы.

### Остров Пеньегат
Рядом с Танджунгпинангом находится остров Пеньегат, где расположены старый дворец султана Риау и королевские усыпальницы, а также могила Раджи Али Хаджи, создателя первой малайской азбуки. Здесь же расположена действующая мечеть. Рассматривается вопрос о включении острова в список объектов Всемирного наследия ЮНЕСКО.

### Памятник Радже Хаджи Фисабилилле
В городе воздвигнут 28-метровый монумент Радже Хаджи Фисабилилле, погибшему в битве за Малакку против голландцев в 1784 году. Раджа Хаджи Фисабилилла был малайским правителем, замок которого размещался на острове Пеньегат.